# 241 Германія
241 Герма́нія (241 Germania) — астероїд головного поясу, відкритий 12 вересня 1884 року Робертом Лютером у Дюссельдорфі.